# Vincenzo Cardarelli

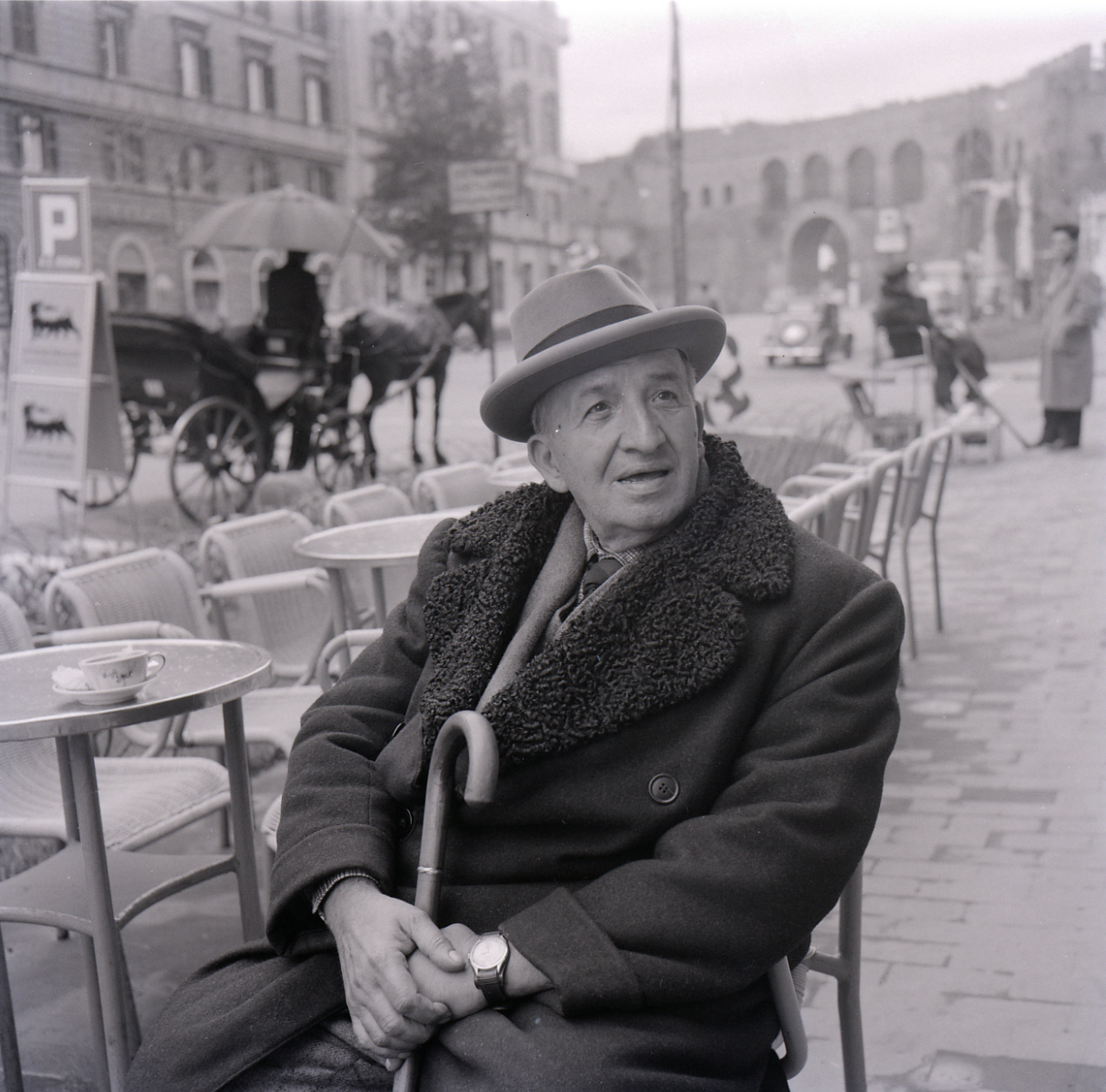
Vincenzo Cardarelli, foto van Paolo Monti, 1957

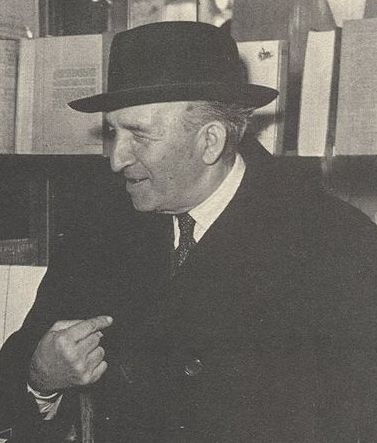
Vincenzo Cardarelli

Vincenzo Cardarelli, pseudoniem van Nazzareno Cardarelli (Tarquinia, 1 mei 1887 - Rome, 18 juni 1959) was een Italiaanse schrijver, dichter en journalist.
Met Il sole a picco (1929) won hij de Baguttaprijs. Voor Villa Tarantola (1948) kreeg hij de Premio Strega, de meest prestigieuze literatuurprijs in Italië.

## Werken
- Prologhi (1916)
- Viaggi nel tempo (1920)
- Favole e memorie (1925)
- Il sole a picco (1929)
- Il cielo sulle città (1939)
- Lettere non spedite (1946)
- Villa Tarantola (1948)

- Bibsys: 90183606
- Biblioteca Nacional de España: XX1229067
- Bibliothèque nationale de France: cb11885902q (data)
- Catàleg d'autoritats de noms i títols de Catalunya: 981058581184406706
- CiNii: DA0419965X
- Digitale Bibliotheek voor de Nederlandse Letteren: card016
- Gemeinsame Normdatei: 118668331
- International Standard Name Identifier: 0000 0001 1634 2177
- Library of Congress Control Number: n79084206
- MusicBrainz: 0b041bf2-5aaa-4d43-89f2-a13bc08e5aa8
- Nationale Bibliotheek van Tsjechië: jn20010601142
- Nationale bibliotheek van Australië: 35806608
- Nationale Bibliotheek van Israël: 987007437418105171
- Nationale en Universitaire bibliotheek Zagreb: 000204008
- Nederlandse Thesaurus van Auteursnamen: 068781679
- Istituto Centrale per il Catalogo Unico: CFIV048792
- LIBRIS: 182739
- SNAC: w6pk1qv5
- Système universitaire de documentation: 026651491
- Trove: 1096004
- Virtual International Authority File: 46755526
- WorldCat: E39PBJxRFVTJHgvfDdt6rmK68C